# Bologna Football Club 1914-1915
Questa voce raccoglie le informazioni riguardanti il Bologna Football Club nelle competizioni ufficiali della stagione 1914-1915.

## Stagione
Il Bologna nel campionato di Prima Categoria 1914-1915 si classifica al terzo posto nel girone D di qualificazione, dietro a Milan e Juventus Italia (promosse ai gironi di semifinale).

## Divise
| Casa | Portiere |

## Rosa
| N. |                   | Ruolo | Calciatore       |
| -- | ----------------- | ----- | ---------------- |
|    | Italia (bandiera) | P     | Antonio Fontana  |
|    | Italia (bandiera) | P     | Aldo Brivio      |
|    | Italia (bandiera) | D     | Enrico Guardigli |
|    | Italia (bandiera) | D     | Gazzotti         |
|    | Italia (bandiera) | D     | Pietro Palmieri  |
|    | Italia (bandiera) | D     | Ernesto Sala     |
|    | Italia (bandiera) | D     | Ugo Fini         |
|    | Italia (bandiera) | D     | Italo Zappoli    |
|    | Italia (bandiera) | D     | Lino Panza       |
|    | Italia (bandiera) | D     | Federico Rossi   |
|    | Italia (bandiera) | C     | Guido Alberti    |

| N. |                   | Ruolo | Calciatore        |
| -- | ----------------- | ----- | ----------------- |
|    | Italia (bandiera) | C     | Mario Della Valle |
|    | Italia (bandiera) | C     | Gino Donati       |
|    | Italia (bandiera) | C     | Angelo Badini     |
|    | Spagna (bandiera) | A     | Natalio Rivas     |
|    | Italia (bandiera) | A     | Emilio Badini     |
|    | Italia (bandiera) | A     | Guido Nanni       |
|    | Italia (bandiera) | A     | Agostino Bianchi  |
|    | Italia (bandiera) | A     | Fernando Pozzi    |
|    | Italia (bandiera) | A     | Gianni Gnudi      |
|    | Italia (bandiera) | A     | Celso Bernini     |

## Risultati

### Prima Categoria

#### Girone di andata
| Bologna 4 ottobre 1914 | Bologna          | 0 – 0 | Juventus Italia | Stadio Sterlino\| Arbitro: \| Pedroni (Milano) \| |
| Arbitro:               | Pedroni (Milano) |       |                 |                                                   |

| Arbitro: | Tessari (Padova) |

|                                 |           |           |
| Pratti 5’ Piccini 20’, 52’, 89’ | Marcatori | 68’ Rivas |

| Arbitro: | Masperi (Brescia) |

|       |           |              |
| Rossi | Marcatori | Badini I (2) |

| Arbitro: | G.Colombo (Milano) |

|                                                                                     |           |               |
| Bozzi 15’ Van Hage 20’, 25’, 73’ Morandi 33’ Trerè 44’, 62’ Lovati 48’ Ferrario 57’ | Marcatori | 68’ Badini II |

| Arbitro: | Resegotti (Milano) |

|               |           |                          |
| Carò 18’, 80’ | Marcatori | 43’ Badini I 49’ Bianchi |

#### Girone di ritorno
| Arbitro: | Colombo (Milano) |

|       |           |      |
| ? 25’ | Marcatori | 8’ ? |

| Arbitro: | Ambrosini (Torino) |

|                                         |           |             |
| Badini II Bianchi Pozzi Della Valle 61’ | Marcatori | 69’ ? 89’ ? |

| Arbitro: | Resegotti (Milano) |

|              |           |                |
| Palmieri 43’ | Marcatori | 90’ Pessina II |

| Arbitro: | Bertazzoni (Modena) |

|  |           |              |
|  | Marcatori | 10’ Ferrario |

| Arbitro: | Portigliatti (Torino) |

|                                         |           |                                     |
| Bernini 8’ Della Valle II 15’ Pozzi 58’ | Marcatori | 35’ Zapparoli 43’ Carò 79’ Cavadini |

## Statistiche

### Statistiche di squadra
| Competizione                          | Punti | In casa | In casa | In casa | In casa | In casa | In casa | In trasferta | In trasferta | In trasferta | In trasferta | In trasferta | In trasferta | Totale | Totale | Totale | Totale | Totale | Totale | DR |
| Competizione                          | Punti | G       | V       | N       | P       | Gf      | Gs      | G            | V            | N            | P            | Gf           | Gs           | G      | V      | N      | P      | Gf     | Gs     | DR |
| ------------------------------------- | ----- | ------- | ------- | ------- | ------- | ------- | ------- | ------------ | ------------ | ------------ | ------------ | ------------ | ------------ | ------ | ------ | ------ | ------ | ------ | ------ | -- |
| Prima Categoria (girone eliminatorio) | 9     | 5       | 1       | 3       | 1       | 7       | 6       | 5            | 1            | 2            | 2            | 8            | 18           | 10     | 2      | 5      | 3      | 15     | 24     | -9 |